# Friedrich Kleist von Nollendorf
Friedrich Emil Ferdinand Heinrich von Kleist, od roku 1814 titul hrabě Kleist von Nollendorf (9. dubna 1762 Berlín - 17. února 1823 tamtéž) byl pruský polní maršál a příslušník starého junkerského rodu von Kleist. Byl významnou osobností pruského vojenství během napoleonských válek.

## Vojenská kariéra
V roce 1774 se Kleist stal pážetem u dvora pruského prince Heinricha a 2. července 1778 byl jmenován praporčíkem pěšího pluku "von Lettow", s nímž se zúčastnil války o bavorské dědictví. Později se Kleist stal adjutantem polního maršála von Möllendorfa a v roce 1790 byl zaměstnán jako poručík kvartýrmistra v generálním štábu, v němž bojoval jako kapitán v tažení proti Francii v letech 1793/95. Zde se zúčastnil bitev u Oberurselu, Ottange, Frankfurtu nad Mohanem, Hochheimu, Alsheimu, Zweibrückenu a Kaiserslauternu. Za své služby byl Kleist 4. prosince 1792 vyznamenán řádem Pour le Mérite.
Poté, co několik let velel granátnickému praporu v pěším pluku "von Arnim", byl Kleist v letech 1803-1807 královským generálním adjutantem. Koncem roku 1808 byl jako generálmajor pověřen velením Dolnoslezské brigády ve Frankfurtu nad Odrou a v roce 1809 velením v Berlíně.
Ve válce proti Rusku v roce 1812 velel Kleist pěchotě pruského pomocného sboru pod velením Ludwiga Yorcka von Wartenburga a na začátku osvobozeneckých válek v roce 1813 velel jako generálporučík prusko-ruskému sboru, s nímž se v noci 17. dubna úspěšně pokusil překvapit Francouze u Wittenbergu. Když armáda koaličních vojsk překročila Labe u Drážďan, Kleist obsadil přechod přes řeku Saale u Halle. Zde se držel až do 28. dubna, ale následujícího dne ustoupil přes Schkeuditz. Dne 20. května bránil s malými silami přechod přes Sprévu v Burku u Budyšína tak dlouho, až se Miloradovičovi podařilo Budyšín beze ztrát vyklidit. Jako pruský zmocněnec pak 4. června uzavřel příměří u Pläswitz.
Po jeho vypršení Kleist velel II. pruskému armádnímu sboru, který se připojil k hlavní armádě koalice v Čechách. Vedl druhou útočnou kolonu v bitvě u Drážďan. Před polednem 30. srpna 1813 při ústupu od Drážďan přešel ze Saska do Čech a se svými vojáky vpadl Nakléřovským průsmykem do týla sboru francouzského generála Vandamma, čímž rozhodl bitvu ve prospěch spojenců. Francouzská vojska císaře Napoleona byla poražena. Za tuto akci získal šlechtický přídomek "von Nollendorf" – z Nakléřova.
V bitvě u Lipska Kleist úspěšně bojoval na levém křídle velké armády u Markkleebergu, poté s druhým pruským armádním sborem zablokoval město Erfurt s citadelou Petersberg a později následoval armádu do Francie, kde 14. února 1814 bojoval pod Blücherem u Étoges. Vítězství u Laonu dosáhl zejména díky svému a Yorckovu rozhodnutí zahájit útok večer. Před Paříží se Kleist zúčastnil bitvy u Villette. V roce 1814 jej král Fridrich Vilém II. jmenoval generálem pěchoty.
Po uzavření míru byl Kleist pověřen generálním velením v saské provincii Merseburg. Dostal darem panství Stötterlingenburg u Halberstadtu. V roce 1821 byl při svém odchodu do výslužby jmenován hodností Generalfeldmarschall. Poté odešel na odpočinek na svá panství, k nimž patřil i Wülperode.